# Pakuaš
Pakuaš (Abchazsky :Ҧақәашь, gruzínsky ფოქვეში – Pokveši) je vesnice v Abcházii v Okresu Očamčyra. Nachází se přibližně 12 kilometrů vzdušnou čarou severně od okresního města Očamčyra. Leží na levém břehu řeky Galidzga. Ve vesnici žije 1 202 obyvatel, z nichž 98 % jsou Abcházci. V rámci Abcházie má status Obecního centra.

## Hranice
Na severu obec hraničí s obcí Gup, na východě s obcí Reka a s Okresem Tkvarčeli, na jihu s obcemi Ačguara a Ilori a na západě s obcemi Baslachu a Akuaskia.

## Demografie
Ve vesnici žilo v roce 2011 1 202 obyvatel, z nichž 98,1 % jsou Abcházci, 0,7 % Gruzínci a 0,6 % Rusové. První dochované sčítání lidu zde proběhlo v roce 1886, ve kterém zde žilo 1 605 obyvatel a téměř všichni byli Abcházci. V roce 1926 zde žilo už 1 859 obyvatel z nichž 95,2 % byli Abcházci a 3,0 % Gruzínci.V roce 1959 zde žilo 1 725 a v roce 1989 1 762 obyvatel. Během války v letech 1992–1993 byla část obyvatelstva (převážně gruzínci) donucena odejít.

## Historické dělení
Pakuaš se historicky dělí na šest částí:
- Aguuaa
- Akirachu
- Akuaraš
- Kacichabla
- Urta
- Čačchaliaa Pchabla